# Jerzy Świątek (koszykarz)
Jerzy Świątek (ur. 29 stycznia 1934 w Tarnowie) – polski koszykarz i trener koszykówki, mistrz Polski (1965).

## Kariera sportowa
Był zawodnikiem Ogniwa Wrocław (do 1955) i Śląska Wrocław, z którym w 1956 awansował do I ligi, w 1960 zdobył brązowy medal mistrzostw Polski, w 1963 i 1964 został wicemistrzem Polski, w 1965 - mistrzem Polski, w 1966, 1967 i 1969 wywalczył kolejne brązowe medale MP. Od 1971 prowadził Śląsk jako trener, zdobywając kolejno wicemistrzostwo Polski (1972) i brązowy medal mistrzostw Polski (1973). We wrześniu 1977 został I trenerem reprezentacji Polski seniorów, poprowadził ją na mistrzostwach Europy w 1979 (7 miejsce), przed Igrzyskami Olimpijskimi w Moskwie zastąpił go Stefan Majer. Ponownie I trenerem reprezentacji został w marcu 1981, na mistrzostwach Europy w 1981 zajął z drużyną ponownie 7 miejsce, na mistrzostwach Europy w 1983 - 9 miejsce. 
W 2014 otrzymał honorowe członkostwo Polskiego Związku Koszykówki.